# TSV Lesum
Der TSV Lesum ist ein Sportverein aus dem Bremer Stadtteil Burglesum. Die erste Fußballmannschaft spielte 31 Jahre in der höchsten Amateurliga Bremens. Die Basketballabteilung machte sich im Jahre 2002 als Bremen Roosters selbständig.

## Geschichte
Der Verein entstand 1948 durch die Fusion des 1912 gegründeten SV Marßel mit der Turnerschaft 1876. Drei Jahre nach der Fusion schafften die Fußballer den Aufstieg in die Landesliga Bremen, die damals die höchste Bremer Spielklasse war. Zwei Jahre hielt sich die Mannschaft im Oberhaus, ehe der Verein bis weit in die 1970er Jahre zwischen der Verbands- und Bezirksliga pendelte. Im Jahre 1972 stand die Mannschaft kurz vor der Rückkehr ins Bremer Oberhaus, verlor aber das nötige Entscheidungsspiel gegen OT Bremen mit 3:4.
Der Tiefpunkt wurde 1975 erreicht, als die Lesumer nach zwei Abstiegen in Folge in die Kreisliga abstürzten. Daraufhin gelang dem TSV zwei Aufstiege in Folge, ehe 1979 der Aufstieg in die nunmehr Verbandsliga genannte höchste Bremer Spielklasse gelang. Für die folgenden 29 Jahre spielte der TSV in dieser Liga, spielte aber zumeist gegen den Abstieg. Im Jahre 1981 rettete sich die Mannschaft durch das bessere Torverhältnis gegenüber dem VfB Lehe. 1994 war der TSV für die neu geschaffene Oberliga Niedersachsen/Bremen qualifiziert, verzichtete aber auf die Teilnahme.
Ein Jahr später sowie 1998 erreichten die Lesumer jeweils mit Rang drei ihre besten Platzierungen der Vereinsgeschichte. Im Jahre 2008 stieg der TSV schließlich aus der Verbandsliga ab und wurde in die Bezirksliga durchgereicht. Seit dem Aufstieg im Jahre 2011 spielte die Mannschaft in der Landesliga Bremen. Aus dieser stieg sie 2019 mit 201 Gegentoren ab. Eine Saison später konnte man in der Bezirksliga lediglich 5 Punkte sammeln, für die Saison 2021/22 meldete man keine Herrenmannschaft, woraufhin man in der Kreisliga starten muss.